# Röda kon, Esbo
Röda kon är en ö i Finland. Den ligger i Finska viken och i kommunen Esbo i den ekonomiska regionen  Helsingfors i landskapet Nyland, i den södra delen av landet. Ön ligger omkring 19 kilometer sydväst om Helsingfors.
Öns area är 0,3 hektar och dess största längd är 80 meter i nord-sydlig riktning. Närmaste större samhälle är Helsingfors, 17,8 km nordost om Röda kon.